# Catherine Browman
Catherine Phebe Browman (1945 - 18 juillet 2008), est une linguiste américaine, spécialiste du langage.
Elle obtient son doctorat en linguistique à l'université de Californie, Los Angeles (UCLA) en 1978. Browman est chercheuse scientifique aux Laboratoires Bell dans le New Jersey (1967-1972). Pendant qu'elle est aux Laboratoires Bell, elle est connue pour ses travaux sur la synthèse vocale utilisant des démisyllabes (une unité de demi-syllabe, divisée au centre du noyau de la syllabe). Elle a ensuite travaillé comme chercheuse aux Laboratoires Haskins à New Haven, Connecticut (1982-1998). Elle est surtout connue pour avoir développé, avec Louis Goldstein, la théorie de la phonologie articulatoire, une approche de la structure phonologique et phonétique basée sur le geste. Cette approche théorique est incorporée dans un modèle informatique qui génère la parole à partir d'un lexique spécifié par le geste. Browman est nommé membre honoraire de l'Association for Laboratory Phonology.

## Biographie

### Jeunesse et famille
Catherine Browman naît à Missoula, dans le Montana, en 1945. Son père, Ludwig Browman, était zoologiste à l'Université du Montana et sa mère, Audra Browman, était titulaire d'un doctorat en biochimie et travaillait comme historienne dans la région de Missoula. Browman était la plus jeune de quatre frères et sœurs. Elle avait deux frères aînés, Andrew et David Browman, ainsi qu'une sœur aînée, Audra Adelberger.

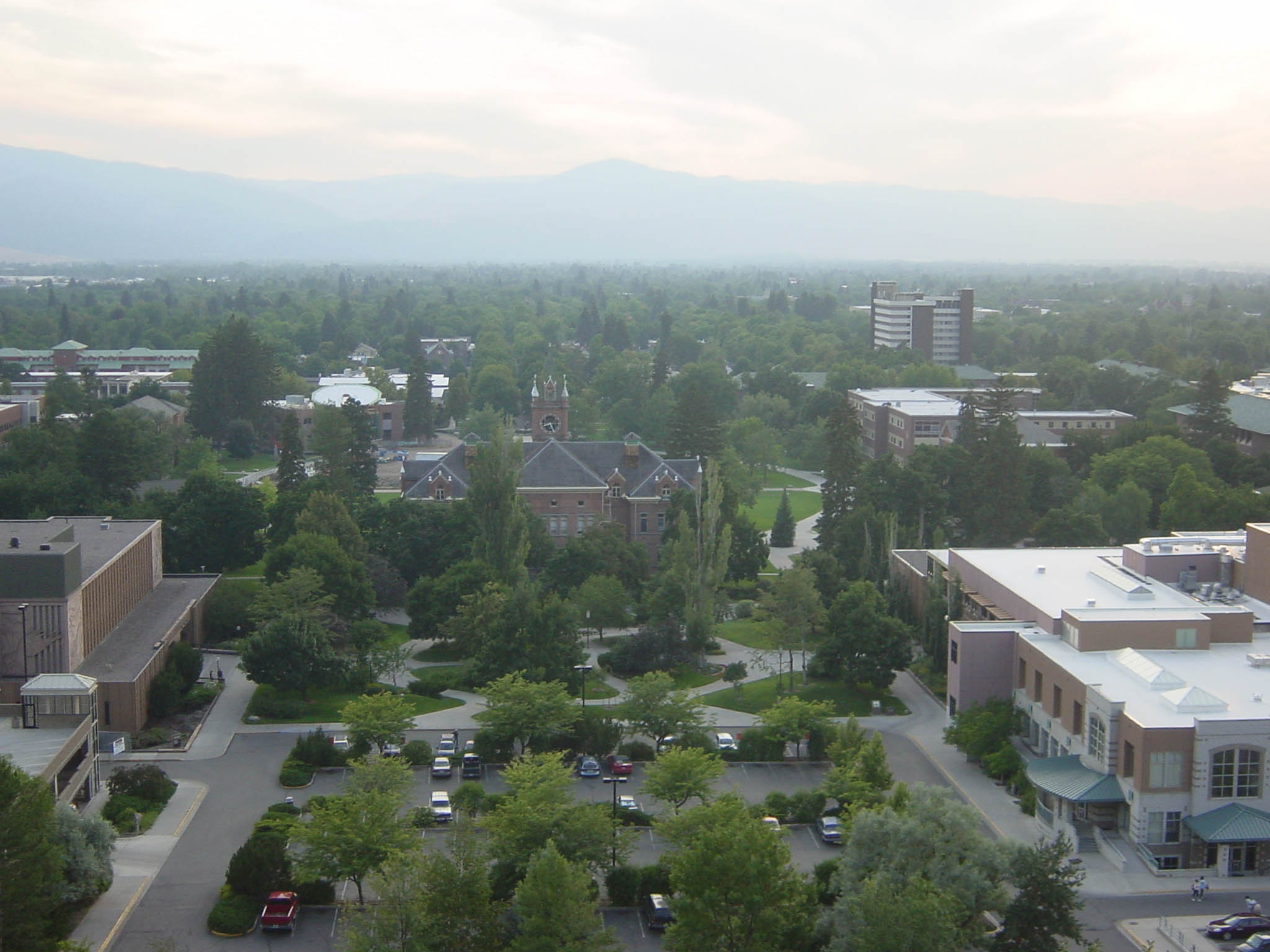
Université du Montana, où Browman a préparé son diplôme de premier cycle de 1963 à 1967.

### Enseignement supérieur et carrière
Catherine Browman obtient une licence en mathématiques à l'université du Montana. Après avoir obtenu son diplôme en 1967, elle s'est installée dans le New Jersey et travaille comme programmeur pour Bell Telephone Laboratories à Murray Hill. Peu de temps après, elle commence à travailler en tant que membre associé du personnel technique au département de recherche acoustique des Bell Telephone Laboratories, où elle a contribué à la création du "premier système de synthèse vocale des Bell Laboratories". Le logiciel fait l'objet d'une démonstration lors de la conférence internationale sur la communication et le traitement de la parole qui s'est tenue à Boston en 1972. Le travail de Browman au sein du département de recherche acoustique l'a incitée à reprendre des études supérieures. En 1972, Browman s'inscrit à l'université de Californie, Los Angeles. Elle étudie sous la direction de Peter Ladefoged et travaille dans un laboratoire de phonétique aux côtés notamment de Victoria Fromkin.

### Dissertation

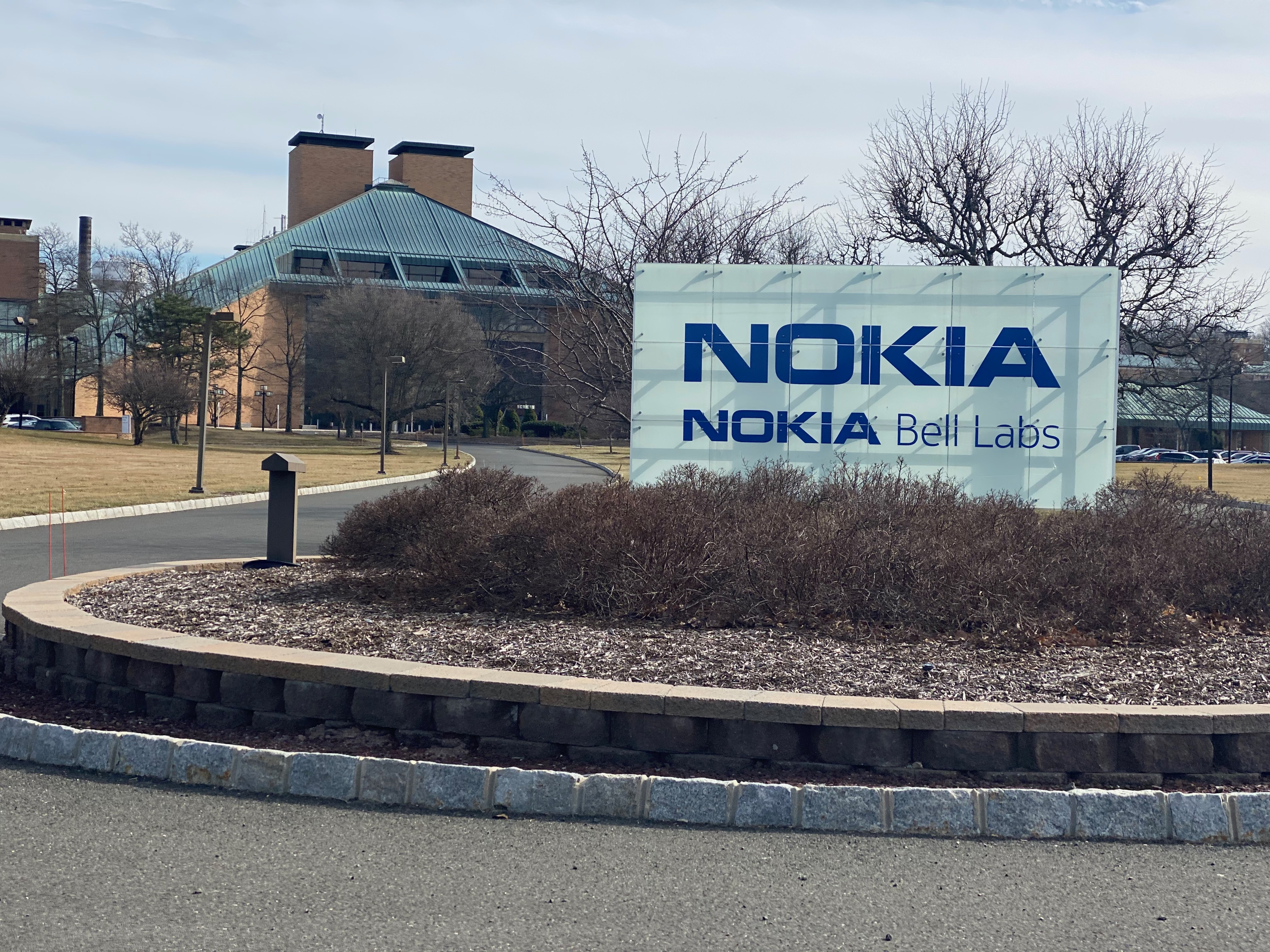
Bell Laboratories, où Browman travaille de 1967 à 1972 au développement de logiciels de synthèse vocale.

La thèse de Catherine Browman, intitulée "Tip of the Tongue and Slip of the Ear : Implications for Language Processing", a analysé et comparé les erreurs de récupération lexicale (le phénomène du bout de la langue) et les erreurs de perception ("glissements d'oreille") qui se produisent au cours d'une conversation informelle.
Le premier chapitre fournit une description générale du phénomène du bout de la langue ; Catherine Browman analyse le rôle de la taille de l'unité (syllabe complète, sous-syllabe, groupe de consonnes, etc.), de la position au sein de l'unité et du stress dans ce phénomène. Elle souligne que, alors que la première consonne d'un mot est rappelée la plupart du temps seule, la dernière consonne d'une syllabe accentuée est généralement rappelée avec la voyelle qui la précède. Le deuxième chapitre couvre une description générale des données de "glissement d'oreille" et analyse les erreurs de perception. Browman explique que la majorité des erreurs de perception se produisent à l'intérieur d'un mot et qu'il existe une tendance à percevoir les mots comme plus courts qu'ils ne le sont en réalité.
Le troisième chapitre poursuit l'étude des erreurs perceptives au sein du mot. Catherine Browman cite ici deux sources d'erreurs perceptives : une mauvaise analyse acoustique de bas niveau et une interférence provenant de niveaux lexicaux plus élevés. Le dernier chapitre compare les erreurs lexicales et perceptives entre elles et avec les informations contenues dans le signal acoustique. Catherine Browman note un mécanisme commun aux deux erreurs, à savoir un mécanisme qui concentre l'attention sur le début et la fin d'un mot et sur la partie initiale de la syllabe accentuée.

### Carrière post-Ph.D.
Catherine Browman obtient un doctorat en linguistique en 1978 après avoir défendu sa thèse sur le traitement du langage. Après avoir obtenu son diplôme, Catherine Browman est retournée aux Bell Telephone Laboratories pour travailler en tant que post-doc avec Osamu Fujimura. Tous deux ont développé "Lingua", un nouveau système de conversion parole-texte basé sur les demi-syllabes.

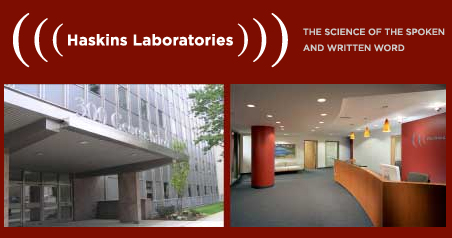
Haskins Laboratories, où Browman mène des recherches phonologiques de 1982 à 1998.

Catherine Browman enseigne au département de linguistique de la New York University de 1982 à 1984. À son départ de NYU, elle est remplacée par Noriko Umeda, avec qui Catherine Browman avait travaillé aux Laboratoires Bell avant de faire ses études supérieures. La même année, Catherine Browman commence sa carrière chez Haskins Laboratories à New Haven, dans le Connecticut, où elle développe la phonologie articulatoire, sa contribution la plus importante au domaine de la linguistique.

### Biographie en dehors de la linguistique

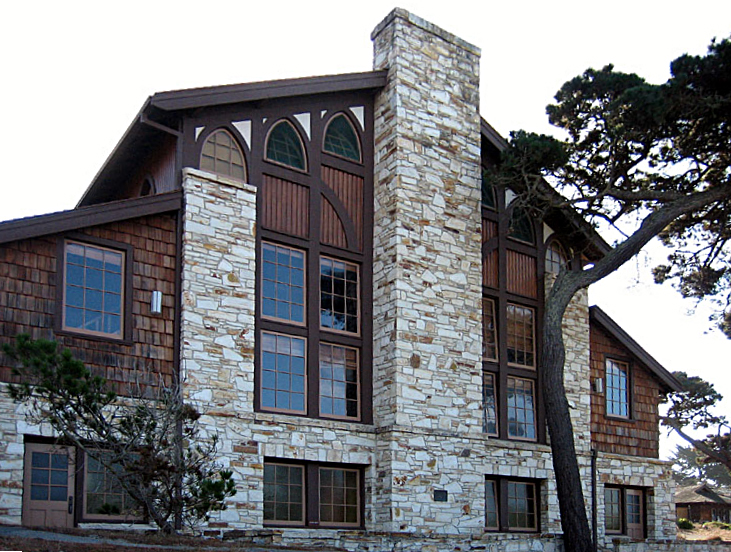
Le Merrill Hall de l'Asilomar Conference Center, où la célébration du travail académique de Browman a lieu en 2019.

Catherine Browman aimait faire des randonnées dans son État natal, le Montana, ainsi que dans le sud-ouest des États-Unis. En plus des aventures en plein air, elle aimait la danse. À partir de la fin des années 1980, Catherine Browman enseigne les "Danses de la paix universelle" dans le New Jersey et le Connecticut.

### Biographie postérieure
En 1987, on a diagnostiqué chez Catherine Browman une sclérose en plaques. Elle a donné sa dernière conférence publique lors de la réunion du Laboratoire de phonologie de 1993, qui s'est tenue à Oxford, en Angleterre. Deux ans plus tard, elle a perdu la capacité de marser, mais, déterminée à continuer à faire avancer ses idées, elle continue à travailler depuis chez elle sur des propositions de subventions jusqu'à sa mort. Catherine Browman décède chez elle le 18 juillet 2008. Bien qu'aucune commémoration officielle n'ait eu lieu, une célébration officieuse de son travail a lieu lors d'une conférence sur la phonologie articulatoire au Asilomar Conference Center à Monterey, en Californie, en 2019.

## Principales réalisations

### Phonologie articulatoire
La contribution la plus citée de Catherine Browman au domaine de la linguistique concerne le sous-domaine de la phonologie. Avec son partenaire de recherche, Louis M. Goldstein, elle a proposé la théorie de la phonologie articulatoire dès le début de ses recherches au laboratoire Haskins. La phonologie articulatoire crée des représentations phonologiques en décrivant les énoncés comme des modèles de gestes superposés effectués par les articulateurs oraux. Ces unités gestuelles rendent compte des propriétés spatiales et temporelles de la parole et reflètent le mouvement des articulateurs. Par exemple, le geste impliqué dans la production de [p] comprend la fermeture des lèvres et l'écartement de la glotte. Cela diffère des théories phonologiques précédentes qui capturaient les aspects linguistiquement significatifs de la parole comme des séquences non chevauchantes d'unités segmentaires construites à partir de caractéristiques. La phonologie articulatoire permet d'inclure dans la représentation phonologique des gestes qui se chevauchent et des relations temporelles entre les articulateurs. La phonologie articulatoire postule en outre que les gestes sont des "unités d'action prélinguistiques" qui sont exploitées pour la structuration phonologique, ce qui suggère une théorie du développement phonologique.

#### Gestes
Les gestes sont l'unité la plus fondamentale de la phonologie articulatoire, et sont définis en termes de dynamique des tâches d'Elliot Saltzman. Ceux-ci ont été instanciés dans un modèle gestuel-computationnel aux laboratoires Haskins qui combine la phonologie articulatoire et la dynamique des tâches avec le système de synthèse articulatoire développé par Philip Rubin, Paul Mermelstein et leurs collègues. Afin de visualiser ce à quoi ressemble un énoncé, ce modèle utilise des mathématiques qui décrivent des mouvements masse-ressort amortis pour caractériser les trajectoires des articulateurs. Selon Catherine Browman, deux caractéristiques importantes des gestes sont spécifiées à l'aide de ce modèle. Premièrement, les gestes sont des tâches vocales qui représentent la formation et le relâchement de constrictions orales, une action qui implique généralement le mouvement de plusieurs articulateurs. Deuxièmement, les gestes sont définis par leurs mouvements caractéristiques dans l'espace et dans le temps.

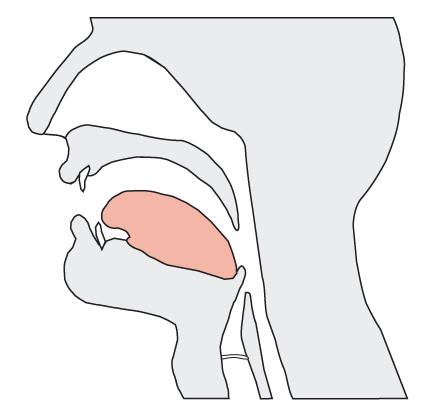
L'anatomie du tractus vocal que Browman étudie pour sa théorie de la phonologie articulatoire.

Les tâches vocales sont en outre spécifiées par des variables de tractus. Il existe huit variables de tract dans la phonologie articulatoire : la protrusion labiale (LP ou PRO), l'ouverture labiale (LA), l'emplacement de la constriction de la pointe de la langue (TTCL), le degré de constriction de la pointe de la langue (TTCD), l'emplacement de la constriction du corps de la langue (TBCL), le degré de constriction du corps de la langue (TBCD), l'ouverture vélique (VEL) et l'ouverture glottale (GLO). Ces variables de tract ont plusieurs valeurs et spécifient l'emplacement de la constriction et l'étendue de la constriction d'un articulateur oral. Les valeurs du degré de constriction comprennent : fermé, critique, étroit, moyen et large ; les valeurs de l'emplacement de la constriction comprennent : saillant, labial, dentaire, alvéolaire, post-véolaire, palatal, vélaire, uvulaire et pharyngé. Par exemple, [t] comprend les gestes " GLO large " (pour indiquer l'aphonie) et " TT alvéolaire fermée " (pour indiquer l'endroit et l'étendue de la constriction).
Les gestes sont également des unités de contraste phonologique, et donc si deux éléments lexicaux diffèrent par (1) la présence ou l'absence d'un geste, (2) une différence de paramètre parmi les gestes, ou (3) l'organisation des gestes, on peut dire que les éléments sont contrastés. Les paramètres, dans ce cas, font référence à l'emplacement de la constriction, à la rigidité (qui distingue les voyelles et les glides), et à l'amortissement (qui distingue les flaps et les stops) Les contrastes peuvent être observés dans les scores gestuels. Par exemple, Browman montre que "add" et "had" ne diffèrent que par un geste glottal. Elle explique également que, alors que 'had' et 'add' auraient auparavant été analysés comme différant par l'absence d'un segment (/h/) et 'bad' et 'pad' par une seule caractéristique. ([voix]), l'utilisation de gestes transmet les deux contrastes par la présence ou l'absence de geste, ce qui simplifie l'analyse.

#### Structure des syllabes

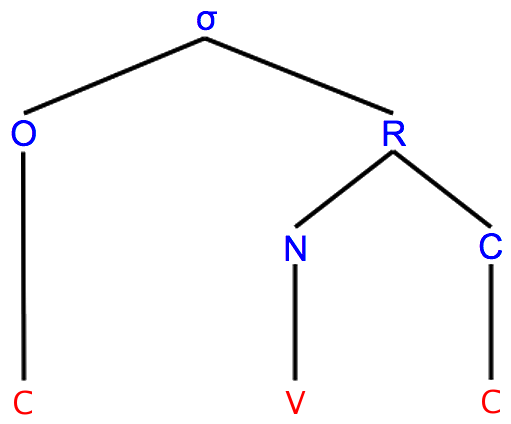
Diagramme standard de la structure d'une syllabe, composé d'une consonne en position d'attaque (O) et de coda (C) et d'une voyelle en position de noyau (N). Le noyau et la coda forment ensemble la rime (R).

Catherine Browman adopte deux approches dans l'analyse des schémas syllabiques. Dans la première approche, elle décrit une organisation locale dans laquelle les gestes individuels sont coordonnés avec d'autres gestes individuels. Dans la deuxième approche, elle décrit une organisation globale dans laquelle les gestes forment des groupements plus importants. Catherine Browman analyse les preuves articulatoires de mots anglais américains contenant différents types de consonnes et de clusters. Dans le cadre de l'analyse de la phonologie articulatoire de Bowman, la relation entre la consonne initiale de la syllabe et le geste vocalique suivant est définie par une mesure globale. En revanche, la relation entre les consonnes syllabiques finales et la voyelle précédente est basée sur une organisation locale.

##### Caractéristiques des consonnes initiales des syllabes
Browman a comparé des mots anglais contenant différents nombres de consonnes dans leurs onsets. Elle constate qu'à mesure que des consonnes sont ajoutées (exemple : sat, spat, splat), le moment de l'ensemble du groupe d'onset est ajusté. Browman note que le moment de l'apparition peut être défini en faisant la moyenne du centre (le moment où l'articulateur atteint son lieu d'articulation) de chaque consonne d'apparition pour produire un centre pour l'ensemble de la grappe de consonnes, qu'elle désigne par le terme c-center. Par exemple, dans spat, le /s/ est articulé plus tôt qu'il ne le serait dans sat et le /p/ est articulé plus tard qu'il ne le serait dans pat, mais la moyenne des centres du /s/ et du /p/ est équivalente au centre du /p/ dans pat. Cette interaction entre les consonnes est ce que Catherine Browman appelle l'organisation globale.

##### Caractéristiques des consonnes syllabiques-finales
Browman a également comparé des mots anglais contenant différents nombres de consonnes dans leurs codas. Elle constate que la première consonne de la coda a une relation temporelle constante avec la voyelle précédente, qui n'est pas affectée par l'ajout d'autres consonnes à la coda. Par exemple, le /t/ de spit et le /t/ de spits sont synchronisés de la même manière, et ne déplacent pas leurs centres dans un cluster comme cela se produit dans les clusters initiaux de syllabes. De plus, une consonne supplémentaire à la coda a une relation temporelle constante avec la première consonne de la coda. Ce timing constant des consonnes de la coda les unes par rapport aux autres est ce que Catherine Browman appelle l'organisation locale.

## Présentations de documents

### The Natural Mnemopath: or, What You Know About Words You Forget
L'article de M. Catherine Browman, intitulé "The Natural Mnemopath : or, What You Know About Words You Forget", est présenté lors de la 86e réunion de l'Acoustical Society of America. Dans cet article, Catherine Browman discute des mécanismes possibles que les gens utilisent pour retrouver des mots dans leur mémoire. Afin d'étudier quels sont ces mécanismes, Catherine Browman compare les "mots d'approximation" produits par l'individu avec les "mots cibles" pendant le phénomène du bout de la langue. Un "mot cible" est le mot que l'individu essaie de se rappeler et de dire à haute voix, tandis qu'un "mot d'approximation" est le mot qui est produit à la place du mot cible et qui n'a pas pu être rappelé complètement. Par exemple, dans une situation où l'on veut produire "désintégration" (la cible) mais où l'on ne peut pas s'en souvenir complètement, on peut produire "dégradation" (l'approximation). En comparant les qualités des "mots d'approximation" avec leur "mot cible" correspondant, Catherine Browman étudie les caractéristiques des mots que les gens utilisent pour se les rappeler. Son analyse finale révèle que les facteurs sémantiques, les catégories syntaxiques, le nombre de syllabes, ainsi que le phonème et le graphème initiaux sont connus avant le rappel.

### Détecteurs de frigidité ou de caractéristiques: les glissements d'oreille
Un autre de ses articles, "Frigidity or feature detectors-slips of the ear", est présenté lors de la 90e réunion de l'Acoustical Society of America à San Francisco, en Californie, en 1975. L'article traite de la façon dont les erreurs commises lors du traitement perceptif peuvent indiquer les mécanismes impliqués dans la perception. Dans cette étude, plus de 150 perceptions erronées ont été recueillies par Catherine Browman et d'autres chercheurs. Les perceptions erronées ont ensuite été classées en fonction de leur similarité phonémique et de leur emplacement par rapport aux limites des unités (limites des mots et des syllabes). Catherine Browman note quatre types de modifications de la structure lexicale dans la perception des mots parlés, à savoir les déplacements des limites finales des mots, les insertions des limites finales des mots, les suppressions des limites finales des mots et les insertions de syllabes. Respectivement, des exemples de chacun de ces changements incluent notaire public/nota republic, herpès zoister/huître aux pois, popping really slow/fils prodigue, et freudien/accordéon.

### Le schwa sans cible: une analyse articulatoire
Son article "Targetless schwa : an articulatory analysis" est présenté à la Second Conference of Laboratory Phonology à Edinburgh, en Ecosse, qui s'est déroulée du 28 juin 1989 au 3 juillet 1989. Dans cet article, Catherine Browman analyse les mouvements de la langue dans les énoncés impliquant la production du schwa. Son objectif en réalisant cette expérience était d'étudier s'il existe une cible linguistique spécifique au schwa. La position de la langue pour le schwa est similaire à la position de repos de la langue (lorsqu'elle est inactive). Cela a conduit des chercheurs comme Bryan Gick et Ian Wilson à dire que les sons schwa n'ont pas de cible spécifique. L'article de Browman examine les données des archives radiographiques de Tokyo produites par un locuteur de l'anglais américain. Pour voir quels gestes pourraient sous-tendre le schwa, Browman analyse la production de séquences [pVp?pVp]. Elle constate que pendant l'intervalle entre la deuxième et la troisième fermeture des lèvres, le corps de la langue se déplace vers une position semblable à celle du schwa, où un son schwa est ensuite articulé. Avec ces résultats, elle conclut que la position cible pour le schwa est parfois spécifiée.

## Évaluations et rôle dans la controverse moderne

### Réception positive
La phonologie articulatoire de Bowman est notée par d'autres phonologues, comme Nancy Hall, comme étant efficace dans l'analyse de la façon dont la prononciation change au cours d'une conversation occasionnelle. Hall fait remarquer que, lors d'une conversation informelle, certains sons des mots se fondent dans leur environnement ou disparaissent complètement. Cela contraste avec les mots isolés, prononcés avec soin, dont les sons sont tous audibles. Hall note que la plupart des modèles phonologiques analysent ces changements à l'aide de règles phonologiques qui s'appliquent à certains rythmes d'élocution, tandis que la théorie de Catherine Browman explique ces altérations comme résultant d'une réduction des gestes ou d'une augmentation de leur chevauchement.

### Critique

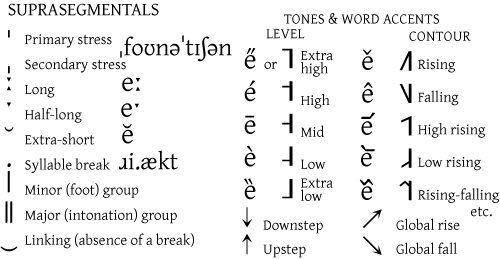
Une liste de caractéristiques suprasegmentales qui, selon les phonologues, doivent être travaillées dans la théorie de la phonologie articulatoire.

Nancy Hall a également critiqué la Phonologie Articulatoire de Catherine Browman pour son manque d'attention à différents phénomènes phonologiques. Hall souligne qu'il existe plusieurs sons pour lesquels personne n'a déterminé quels types de gestes articulatoires sont impliqués. Sans gestes concrets pour les sons, la phonologie articulatoire n'est pas en mesure de représenter, et donc d'analyser, les phénomènes linguistiques qui impliquent ces sons. De plus, Hall critique la théorie de Catherine Browman comme manquant d'une structure suprasegmentale suffisante, car elle donne la primauté aux mouvements des articulateurs plutôt qu'aux caractéristiques prosodiques. Dans le même ordre d'idées, la phonologie articulatoire est critiquée pour sa vision sous-développée du ton (y compris le ton lexical et l'intonation), de la structure métrique (comme les pieds et l'accentuation) et de la morphologie périodique. Après sa critique, Hall reconnaît que ces lacunes dans la phonologie articulatoire sont dues à la fois au manque général de compréhension de l'accentuation et de la production du ton et au petit nombre de chercheurs travaillant sur la phonologie articulatoire.

### Implication dans la controverse moderne

#### Aperçu du débat phonologique
Un débat permanent entre phonologues tourne autour de la spécification de l'interface entre la phonologie et la phonétique, et de la mesure dans laquelle les représentations phonologiques devraient différer des représentations phonétiques, et vice versa. Les deux camps de ce débat sont ceux, comme Janet Pierrehumbert, qui pensent que les représentations phonologiques et phonétiques sont essentiellement différentes les unes des autres, et ceux qui pensent qu'elles devraient être aussi similaires que possible. Catherine Browman a adopté cette dernière position car elle pense que le geste articulatoire est l'unité de base unique pour les représentations phonologiques et phonétiques.

#### Le point de vue de Catherine Browman
Du point de vue de Catherine Browman dans la théorie de la phonologie articulatoire, les relations entre les événements du tractus vocal (phonétique) devraient avoir une corrélation aussi étroite que possible avec le traitement des sons spécifiques à la langue (phonologie). Son unité de base, le geste articulatoire, est une description abstraite des événements articulatoires qui se produisent dans le tractus vocal pendant la parole. Browman pense qu'en définissant les unités phonologiques à l'aide de ces gestes, les chercheurs peuvent fournir un ensemble de classes naturelles basées sur l'articulation, spécifier les aspects fondamentaux de la structure phonologique dans des langues particulières et rendre compte des variations phonologiques (variation allophonique, coarticulation et erreurs de parole). Ainsi, du point de vue de Catherine Browman, il n'y a pas d'interface entre la phonologie et la phonétique, puisque leurs représentations sont les mêmes.

#### Les adversaires de Catherine Browman
Contrairement à Catherine Browman, pour les phonologues/phonéticiens soutenant le premier point de vue, les types de représentations nécessaires à la phonologie et à la phonétique sont fondamentalement différents. Ces chercheurs pensent que les altérations catégorielles de la phonologie et les mouvements phonétiques imprécis de la parole ne peuvent être capturés par la même représentation. Par exemple, Pierrehumbert soutient que les représentations phonétiques doivent être quantitatives et fondées physiquement sur les articulateurs, tandis que les représentations phonologiques doivent être qualitatives et symboliques des perceptions cognitives des sons.
La position de Pierrehumbert, un sous-type de ce qu'on appelle le modèle des cibles et de l'interpolation (également utilisé par Patricia Keating et Susan Hertz), relie une caractéristique à un ou plusieurs paramètres dans un domaine (par exemple la caractéristique [nasale] spécifie le paramètre "ouverture vélique") et interprète la valeur de la caractéristique ([+nasale] signifie une certaine quantité d'ouverture vélique sur un certain intervalle de temps). Dans ce modèle, les caractéristiques spécifient les cibles vers lesquelles les articulateurs visent, et entre lesquelles les articulateurs se déplacent. Ce système accorde une importance primordiale aux cibles elles-mêmes et une importance secondaire aux mouvements intermédiaires. Cela contraste avec la phonologie articulatoire de Catherine Browman qui traite les mouvements vers et à partir de ces cibles comme étant d'importance égale.

#### Peser les deux positions
La phonologie articulatoire de Catherine Browman explique les observations phonologiques d'une manière qui reflète la réalité physique des articulateurs. Par exemple, Browman explique la "disparition" du [t] dans la phrase perfect memory. Dans la parole rapide, lorsque ce [t] n'est pas entendu, il serait décrit comme étant supprimé avec toutes ses caractéristiques selon le modèle des cibles et interpolations. Cependant, dans l'analyse de Catherine Browman, le [t] est en fait toujours articulé (la lame de la langue fait le geste correspondant), mais il est "caché" par le chevauchement temporel des articulations précédentes et suivantes ([k] et [m]). Ce même système peut être utilisé pour expliquer les assimilations. Dans l'analyse de Browman, les assimilations/suppressions résultantes se produisent "plus ou moins" et non "tout ou rien" comme les autres théories sont tenues de le faire ; alors que la phonologie articulatoire peut rendre compte à la fois de l'information gradiente et catégorielle, les théories précédentes doivent s'en tenir à la catégorisation.

## Sélection de publications
- Catherine Browman, Catherine P. : Rules for demisyllable synthesis using LINGUA, a language interpreter. Dans : Proc. IEEE, ICASSP'80. New York : IEEE, 1980, S. 561-564
- Catherine Browman, C. P., Goldstein, L., Kelso, J. A. S., Rubin, P. E., & Saltzman, E. (1984). Synthèse articulatoire à partir de la dynamique sous-jacente. Journal of the Acoustical Society of America, 75, S22.
- Catherine Browman, C. P., & Goldstein, L. M. (1986). Towards an articulatory phonology. Phonology Yearbook, 3, 219-252.
- Catherine Browman, C. P. (1986). The Hunting of the Quark : The Particle in English. Language and Speech, Vol. 29, Part 4, 311-334.
- Catherine Browman, C. P., & Goldstein, L. (1990). Gestural specification using dynamically-defined articulatory structures. Journal of Phonetics, 18, 299-320.
- Catherine Browman, C. P., & Goldstein, L. (1991). Tiers dans la phonologie articulatoire, avec quelques implications pour le discours occasionnel. Dans J. Kingston et M. E. Beckman (eds), Papers in Laboratory Phonology I : Between the Grammar and the Physics of Speech. Cambridge, U. K. : Cambridge University Press. (pp. 341-376).
- Catherine Browman, C. P., & Goldstein, L. (1992). Articulatory Phonology : An Overview. Phonetica, 49, 155-180.
- Catherine Browman, C.P. & Goldstein, L. (2000). Competing constraints on intergestural coordination and self-organization of phonological structures. Bulletin de la Communication Parlée, no. 5, p. 25-34.
- Goldstein, L., & Catherine Browman, C. P. (1986) Representation of voicing contrasts using articulatory gestures. Journal of Phonetics, 14, 339-342.
- Saltzman, E., Rubin, P. E., Goldstein, L., & Catherine Browman, C. P. (1987). Task-dynamic modeling of interarticulator coordination. Journal of the Acoustical Society of America, 82, S15.